# 카피티 커우스트 유나이티드
카피티 커우스트 유나이티드(Kapiti Coast United Incorporated Sports Club)는 카피티 커우스트의 있는 뉴질랜드의 축구단이다.

## 역사
에든버러의 축구 팀인 하트 오브 미들로디언 FC의 이름을 따서 러마티 하트라는 이름으로
1960년에 유소년 클럽 형태로 창단 한 후 2년 뒤 시니어 클럽을 새로 창단했다.  클럽은 2000년에 카피티 하츠로 이름을 변경한 후 2003년 퍼퓸 유나이티드와 합병하면서 카피티 커우스트 유나이티드라는 이름으로 새롭게 창단되었다.
2006년, 2014년 및 2017년에 케피털 원에서 세 번 우승했으며, 2008년과 2015년에 케피털 프리미어리그에서 구단 역사상 가장 높은 순위인 6위를 기록했다.1993년 러마티 하트라는 이름으로 최고의 성적을 거두며 1965년 이후 거의 몇 년 동안 계속 채텀 컵에 참가했다

## 유소년 팀
클럽에는 7학년(6-7세)부터 16세 미만 프로그램까지 각 학년에 여러 팀이 있다.

## 성인 팀
2019 시즌 기준 12개의 시니어 팀을 보유하고 있으며, 상위 남자 팀은 케피털 원에서, 여자는 여자 센트럴 리그에 참가하고 있다. 다른 팀들은 다른 지역 웰링턴 또는 케피털 리그에 참가한다